# 미겔 바라간

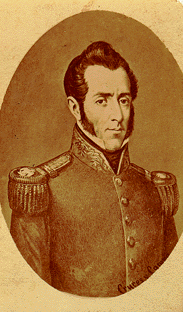
미겔 바라간

미겔 바라간(스페인어: Miguel Barragán, 1789년 3월 8일 – 1836년 3월 1일)은 멕시코의 장군이자 중도주의 정치인이었다. 그는 1833년에서 1834년까지 로페스 데 산타 안나의 정부 하에서 전쟁 장관을 하였다. 그 후 1835년 1월 28일부터 1836년 2월 27일까지 멕시코의 대통령을 하였다.

## 독립 전쟁과 최초의 제국
바라간은 멕시코 독립전쟁에서 삼보장 군대와 싸우면서, 준장 계급까지 올라갔다. 독립 후, 그는 다른 반란자들과 함께 황제 아구스틴 데 이투르비데를 반대하는 음모에 가담했다. 그들은 케레타로의 코레지도르에 있는, 미겔 도밍게스의 집에서 만났다. 공모자들은 과달라하라에 있는 페드로 셀레스티노 네그레테에게 편지를 쓰면서, 지지를 기대하였다. 대신에, 그는 이투르비데에게 그 음모를 고발했다. 과달루페 빅토리아, 준장 니콜라스 브라보, 바라간을 포함하는, 17 명의 사람들이 체포되었다. 바라간은 제국이 몰락할 때까지 풀려나지 못했다.
1824년 6월 20일에 그는 베라크루스의 사령관으로 명명되었다. 베라크루스는 스페인 군이 있던 유일한 곳인 산 후안 데 울루아 요새로부터 폭격을 받고 있었다. 바라간은 두 척의 작은 배로 요새를 봉쇄했다. 스페인 주둔군은 배고픔과 병으로 고통을 겪고 있었다. 1825년 11월 6일에 사령관 코핑거가 14개 조항의 조약 아래 항복 하였다. 조약은 11월 18일에 비준되었으며, 바라간은 이 날에 울루아를 점령했다. 멕시코 전지역이 스페인의 지배로부터 자유가 되었다. 그 결과를 인정하여, 1828년에 의회는 바라간을 베라크르수 주의 정치국장 (political chief)으로 명명했다.

## 같이 보기
- 멕시코의 국가원수 목록

## 참고
- (스페인어) "Barragán, Miguel," Enciclopedia de México, v. 2. Mexico City, 1996, ISBN 1-56409-016-7.
- (스페인어) García Puron, Manuel, México y sus gobernantes, v. 2. Mexico City: Joaquín Porrua, 1984.
- (스페인어) Orozco Linares, Fernando, Gobernantes de México. Mexico City: Panorama Editorial, 1985, ISBN 968-38-0260-5.